# Maggie Simpson
Margaret "Maggie" Simpson imaginarni je lik iz crtane TV serije Simpsoni. Najmlađi je član obitelji Simpson, sestra Barta Simpsona i Lise Simpson i kćer Homera J. Simpsona i Marge Simpson.

## Lik
Nazvana je po sestri Matta Groeninga koja se zove Margaret, a zvali su je Maggie. Uvijek drži dudu u ustima i ispušta zvukove tipične za djecu od 2 godine. Zvukove je originalno izvodio sam Matt Groening, a kasnije glumica koja sinkronizira Lisu, Nancy Cartwright. 

## Uloga
U uvodnoj špici, Marge je stavi u papirnatu vrećicu pa ona slučajno prođe kroz blagajnu. Uvijek se pojavljuje u seriji, ali važnije uloge nije često doživljavala. Jedna od njenih važnijih uloga je ona u epizodi Smart and smarter kada Maggie ide na IQ test i postigne rezultat 157 koji je veći od Lisinog. Lisa postane ljubomorna te bježi od kuće. Na kraju se ispostavi da 
Maggie ipak nije genijalka.